# William Hague
William Jefferson Hague FRSL, MP (Rotherham, 26 de março de 1961) é um político britânico, filiado ao Partido Conservador, do qual foi líder de 1997 a 2001. De 1989 a 2001, Hague foi membro do Parlamento britânico, representando North Yorkshire e, posteriormente, como líder da oposição do Governo Blair. Em 2010, Hague foi designado Primeiro Secretário de Estado e Ministro das Relações Exteriores do Gabinete de Cameron.
Foi educado em Wath-upon-Dearne, em uma escola primária do estado, em seguida, da Universidade de Oxford (graduando-se com Honra de Primeira Classe em Filosofia, Política e Economia) e no Institut Européen d'Administration des Affaires (Insead). Hague foi eleito pela primeira vez para a Câmara dos Comuns, em 1989. Ele subiu na hierarquia do governo de John Major e entrou no gabinete em 1995, como Secretário de Estado do País de Gales.
Após a derrota dos conservadores nas eleições gerais de 1997, ele foi eleito como líder do Partido Conservador. Ele renunciou ao cargo de líder do partido após a eleição geral de 2001, após uma derrota esmagadora ao Partido Trabalhista. Com exceção técnica de Robert Carr, mais tarde Lord Carr, que serviu por uma semana como líder atuando em 1975, Haia foi a primeira pessoa não ter se tornado o primeiro-ministro, enquanto líder dos conservadores desde que o papel de líder surgiu no início da década de 1920.